# Johann Karl Christoph Nachtigal
Pour les articles homonymes, voir Nachtigal.
Johann Karl Christoph Nachtigal (né le 25 février 1753 à Halberstadt, mort le 21 juin 1819 à Halberstadt) est un théologien, philologue et écrivain allemand. 

## Œuvres
- Vocabularium continens totius chrestomathiae hebraicae vocabula, in usum eorum qui addiscere ipsa et in perlegendis singulis capitibus progredi felicius cupiunt adornatum, Halae, Curtianis, 1782
- Chrestomathia hebraica, selecta eaque faciliora continens capita vel historica vel poetica librorum Veteris Testamenti, in usum scholarum edita, Halae, Curtianis, 1783
- Ruhestunden für Frohsinn und häuslisches Glück, herausgegeben von Nachtigal und Hoche, Bremen, F. Wilmans, 1798
- Volcks-Sagen. Nacherzählt von Otmar, 1800
- Fragmente über die allmählige Bildung der den Israeliten heiligen Schriften, in Magazin für Religionsphilosophie, Exegese und Kirchengeschichte.